# Bolyai (månkrater)
Bolyai är en gammal månkrater på det södra halvklotet på månens baksida. Sydost om Bolyai ligger kratern Eötvös, och norrut ligger kratern Neujmin. Den är uppkallad efter matematikern János Bolyai.
Kratern Bolyai har utsatts för kraftig erosion av senare nedslag. Dessa har bara lämnat en deformerad rest av den ursprungliga randen, överlagrad av ett stort antal småkratrar. De mest framträdande bland dessa är "Bolyai D" längs den norra kraterkanten, och "Bolyai W" i nordväst. Den senare består faktiskt i sin tur av flera överlappande kratrar.
Kraterns inre är förhållandevis jämnplatt, men på sina ställen kuperad till följd av nedslag som omformat ytan. Nära kraterns medelpunkt, och i västlig riktning därifrån räknat, finns ett område som har fått en ny ytbeläggning till följd av lavaflöden. Detta område är jämnare än resten av kraterbotten, och har lägre albedo, vilket gör att det förefaller mörkt.

## Satellitkratrar
På månkartor är dessa objekt enligt konvention identifierade genom att placera ut bokstaven på den sida av kraterns mittpunkt som är närmast kratern Bolyai.
| Bolyai | Latitud | Longitud | Diameter |
| ------ | ------- | -------- | -------- |
| D      | 32,5° S | 128,0° Ö | 34 km    |
| K      | 36,3° S | 126,8° Ö | 29 km    |
| L      | 36,3° S | 126,2° Ö | 73 km    |
| Q      | 36,1° S | 122,5° Ö | 28 km    |
| W      | 32,2° S | 123,9° Ö | 50 km    |